# Џи-Џи Алин
Кевин Мајкл Алин (енгл. Kevin Michael Allin; Ланкастер, 29. август 1956 — Њујорк, 28. јун 1993), познатији као Џи-Џи Алин, био је амерички панк музичар и текстописац. Каријеру је започео 1974. и од тада је наступао заједно са многим панк саставима као што су Мердер џанкиз, Џаберс, Скамфакс и Антисин.
Један је од најконтроверзнијих ликова у рок музици. У својим говорима, говорио је без одеће, разбијао флаше о својој глави, дефецирао на бини а понекад би се тукао и са публиком. По правилу, концерт би се завршио доласком полиције. Алинови текстови су посвећени педофилији, хомофобији, мизогинији, расизму, садизму а садрже и политичке провокације. Током своје петнаестогодишње каријере, Алин је радио са многим бендовима и снимио велики број албума. Велики број његових песама угледала су светлост дана тек након његове смрти.

## Детињство и младост
Рођен је као Џизус Крајст Алин 29. авугста 1956. од оца Мерла и Арлете (рођ. Гантер). Отац му је дао име Џизус Крајст јер је тврдио да му је пришао Исус и рекао да ће његов будући син бити Месија. Као одрасла особа, Џи-Џи је себе описао као месију рокенрола. Мерл Алин је био „религиозни фанатик-пустињак”, а његова жена га је једном затекла како копа гробове да би (наводно) сахранио чланове своје породице. Сама породица је живела у кући где није било струје ни канализације.
Надимак Џи-Џи је добио захваљујући свом рођеном брату Мерлу млађем. Као дете, његов брат није могао да изговори Џизус па је уместо тога говорио Џи-Џи. Његова мајка Арлета није више хтела да остане са својим мужем па га је напустила и повела децу са собом. На иницијативу мајке, име Џизус Крајст Алин је 2. марта 1962. замењено са Кевин Мајкл Алин. Испоставило се да малом Џи-Џију не иде добро у школи. Због специфичног образовања, није могао да дође у конакт са другом децом. Одлучено је да га пребаце у специјално одељење.

## Почетак каријере
Алин је показивао свој бунтовнички карактер већ као ђак. Каријеру је започео као бубњар и свирач у школском бенду. Први успех је остварио када је постао фронтмен панк групе „Џаберс”. Алинов брат Мерл такође је свирао у групи. Последњи концерт су одржали 1984. године.
После овога, Алин постаје све радикалнији музичар а његово понашање почиње да изазива шок код других људи (био је радикалнији чак и од Игија Попа и Сида Вишоса). Након напуштања Џаберса, Алин почиње да конзумира дрогу и алкохол. Оснива нову групу „Скамфакс” која издаје први албум 1984. године.
Почетком 1985. године, Алин почиње да снима и наступа са различитим саставима а до краја каријере је заменио више од десетак група. Алин успева да постане панк звезда на истоку Америке и то након објављивања свог албума „Hated in the Nation”.